# Pożoga (powieść Orsona Scotta Carda i Aarona Johnstona)
Pożoga (tyt. oryg. Earth Afire) – powieść fantastycznonaukowa autorstwa Orsona Scotta Carda i Aarona Johnstona. Drugi tom trylogii Pierwsza wojna z Formidami, będącej prequelem Gry Endera. Ukazała się nakładem Tor Books w 2013 r., polskie tłumaczenie wydała oficyna  Prószyński i S-ka w tłumaczeniu Agnieszki Sylwanowicz w 2014 r..

## Fabuła
Gdy Victor Delgado przybywa na Księżyc, by ostrzec ludzkość przed najeźdźcami z kosmosu prawie nikt mu nie wierzy. Sytuacja zmienia się, gdy statek wchodzi na orbitę Ziemi i niszczy ziemską delegację powitalną. Wkrótce w południowych Chinach lądują trzy lądowniki i Formidzi zaczynają eksterminację gatunku ludzkiego. Jednym z nielicznych oddziałów, które radzą sobie z zagrożeniem jest grupa elitarnych sił wojskowych z Nowozelandczykiem Mazerem Rackhamem.